# Río Mitimele
Río Mitimele es un río en la parte continental suroeste del país africano de Guinea Ecuatorial. Forma parte del estuario del Muni junto con el río Mitong, el río Mandyani, el río Congue, el río Utamboni y el río Mven. El río se convierte en el río Utamboni a lo largo de la frontera con Gabón.